# 11e cérémonie des Chlotrudis Awards
La 11e cérémonie des Chlotrudis Awards, décernés par la Chlotrudis Society for Independent Film, a eu lieu le 20 mars 2005 et a récompensé les meilleurs films indépendants de l'année précédente.

## Palmarès

### Meilleur film
(ex æquo)
- Printemps, été, automne, hiver… et printemps (봄 여름 가을 겨울 그리고 봄) – Réal. : Kim Ki-duk
- La Trilogie (Cavale, Un couple épatant et Après la vie) – Réal. : Lucas Belvaux
  - La Mauvaise Éducation (La mala educación) – Réal. : Pedro Almodóvar
  - Goodbye, Dragon Inn (不散) – Réal. : Tsai Ming-liang
  - Last Life in the Universe (เรื่องรัก น้อยนิด มหาศาล) – Réal. : Pen-Ek Ratanaruang
  - Moolaadé – Réal. : Ousmane Sembène
  - Le Retour (Возвращение) – Réal. : Andrey Zvyagintsev

### Meilleur réalisateur
- Lucas Belvaux pour La Trilogie (Cavale, Un couple épatant et Après la vie)
  - Jonathan Caouette pour Tarnation
  - David Gordon Green pour L'Autre Rive (Undertow)
  - Guy Maddin pour The Saddest Music in the World
  - Pen-Ek Ratanaruang pour Last Life in the Universe (เรื่องรัก น้อยนิด มหาศาล)
  - Tsai Ming-liang pour Goodbye, Dragon Inn (不散)
  - Andrey Zvyagintsev pour Le Retour (Возвращение)

### Meilleur acteur
- Gael García Bernal pour le rôle d'Ángel / Juan / Zahara dans La Mauvaise Éducation (La Mala Educación)
  - Tadanobu Asano pour le rôle de Kenji dans Last Life in the Universe (เรื่องรัก น้อยนิด มหาศาล)
  - Kevin Bacon pour le rôle de Walter dans The Woodsman
  - Paul Giamatti pour le rôle de Miles Raymond dans Sideways
  - Tony Leung pour le rôle de Chan Wing-Yan dans Infernal Affairs (無間道)
  - Jamie Sives pour le rôle de Wilbur dans Wilbur (Wilbur begår selvmord)

### Meilleure actrice
- Imelda Staunton pour le rôle de Vera Drake dans Vera Drake
  - Sinitta Boonyasak pour le rôle de Noi dans Last Life in the Universe (เรื่องรัก น้อยนิด มหาศาล)
  - Toni Collette pour le rôle de Sandy Edwards dans Japanese Story
  - Fatoumata Coulibaly pour le rôle de Collé Gallo Ardo Sy dans Moolaadé
  - Anne Reid pour le rôle de May dans The Mother
  - Isabella Rossellini pour le rôle de Lady Port-Huntly dans The Saddest Music in the World
  - Catalina Sandino Moreno pour le rôle de María Álvarez dans Maria, pleine de grâce (María llena eres de gracia)

### Meilleur acteur dans un second rôle
- Peter Sarsgaard pour le rôle de Clyde Martin dans Dr Kinsey (Kinsey)
  - Phil Davis pour le rôle de Stan dans Vera Drake
  - Alfred Molina pour le rôle d'Alfred dans Coffee and Cigarettes
  - Mark Wahlberg pour le rôle de Tommy Corn dans J'♥ Huckabees (I ♥ Huckabees)
  - Anthony Wong pour le rôle du commissaire Wong Chi-shing dans Infernal Affairs (無間道)

### Meilleure actrice dans un second rôle
- Virginia Madsen pour le rôle de Maya Randall dans Sideways
  - Cate Blanchett pour le rôle de Cate / Shelly dans Coffee and Cigarettes
  - Shirley Henderson pour le rôle d'Alice dans Wilbur (Wilbur Wants to Kill Himself)
  - Rie Miyazawa pour le rôle de Tomoe Iinuma dans Le Samouraï du crépuscule (たそがれ清兵衛)
  - Fenella Woolgar pour le rôle d'Agatha Runcible dans Bright Young Things

### Meilleure distribution
- La Trilogie (Cavale, Un couple épatant et Après la vie)
  - Coffee and Cigarettes
  - Dogville
  - Saved!
  - Sideways
  - Vera Drake

### Meilleur scénario original
- La Trilogie (Cavale, Un couple épatant et Après la vie) – Lucas Belvaux
  - Dogville – Lars von Trier
  - Maria, pleine de grâce (María llena eres de gracia) – Joshua Marston
  - Shaun of the Dead – Simon Pegg et Edgar Wright
  - L'Autre rive (Undertow) – Lingard Jervey, Joe Conway et David Gordon Green
  - Vera Drake – Mike Leigh
  - Wilbur (Wilbur Wants to Kill Himself) – Lone Scherfig et Anders Thomas Jensen

### Meilleur scénario adapté
- The Saddest Music in the World – Guy Maddin et George Toles
  - La Grosse Bête (Duże zwierzę) – Krzysztof Kieslowski (à titre posthume)
  - La Maison au bout du monde (A Home at the End of the World) – Michael Cunningham
  - Carnets de voyage (Diarios de motocicleta) – José Rivera
  - Sideways – Alexander Payne et Jim Taylor
  - Le Samouraï du crépuscule (たそがれ清兵衛) – Yôji Yamada et Yoshitaka Asama
  - Untold Scandal (스캔들 - 조선 남녀 상열지사) – Kim Dae-woo, Kim Hyun-jeong et Lee Je-yong

### Meilleure photographie
(ex æquo)
- Le Retour (Возвращение) – Mikhail Krichman
- Printemps, été, automne, hiver… et printemps (봄 여름 가을 겨울 그리고 봄) – Baek Dong-hyeon
  - La Jeune Fille à la perle (Girl with a Pearl Earring) – Eduardo Serra
  - Good Bye, Dragon Inn (不散) – Liao Pen-jung
  - Le Secret des poignards volants (十面埋伏) – Zhao Xiaoding
  - Last Life in the Universe (เรื่องรัก น้อยนิด มหาศาล) – Christopher Doyle

### Buried Treasure
- Nosey Parker
  - Infernal Affairs (無間道)
  - The Rage in Placid Lake
  - Reconstruction
  - Stander

### Meilleur film documentaire
- Tarnation
  - L'Agronome (The Agronomist)
  - Bright Leaves
  - Control Room
  - DiG!
  - The Fog of War (The Fog of War: Eleven Lessons from the Life of Robert S. McNamara)
  - Screaming Men

### Meilleur court métrage
- Bun-Bun
  - Beatbox Philly
  - Blue Snow
  - Career Suicide
  - Dental Farmer
  - in sight
  - Robot Rumpus
  - The Show
  - Tomato Love
  - Two by Two
  - Unearthed
  - Wet Dreams and False Images
  - Woman

### Breakthrough Award
- Elliot Page

### Body of Work Award
- Lucas Belvaux

### Maverick Award
- John O'Brien